# とろみ剤
とろみ剤（とろみざい）とは、咀嚼嚥下能力が低下する、特に身体障害者や高齢者に使用する食事補助剤である。とろみのない液体はむせやすいので、これを緩和するために用いる。

## 概要
高齢者や嚥下機能が低下する人たちの食事に際しては、食べたものが嚥下障害などにより本来入るべき食道ではなく、気管に誤って入ってしまう誤嚥を起こし、肺炎を発症して重体・死亡事故が多く起きる。それを防ぐための介護食品用品である。主に飲料や味噌汁、ポタージュなどの汁系の食品に使用し、ゼリー状のとろみをつけることで飲食しやすくする。